# Jorge Luis Aguilera
Pour les articles homonymes, voir Jorge Aguilera et Aguilera.
Jorge Luis Aguilera Ruiz (né le 16 janvier 1966 à Frank País, Holguín, Cuba) est un ancien athlète cubain, spécialiste du sprint. Il a remporté la médaille de bronze en tant que dernier relayeur du 4 x 100 m, lors des Jeux olympiques de Barcelone en 1992, en 38 s 00. Son meilleur temps personnel était de 10 s 57, à Zurich en 1993.